# Thomas Pfeffer (Eishockeyspieler)
Thomas Pfeffer (* 3. September 1980 in Zell am See) ist ein ehemaliger österreichischer Eishockeyverteidiger, der in seiner Karriere unter anderem für den EHC Black Wings Linz, die Vienna Capitals und den EC VSV in der österreichischen Eishockey Liga aktiv war.

## Karriere
Pfeffer begann seine Karriere im Nachwuchs des EK Zell am See, wo er zunächst vier Saisons lang in der 2. Liga spielte, bevor ihm mit Zell der Aufstieg gelang. Nach zwei weiteren Spielzeiten wechselte Pfeffer zunächst zum EHC Black Wings Linz und weitere zwei Spieljahre später zu den Vienna Capitals. Dort blieb er nur eine Saison, zur Saison 2005/06 wechselte er dann zum EC VSV. Im August 2010 kehrte er zu seinem Stammverein nach Zell am See zurück. Seit der Saison 2012/13 spielt er in der CHL bei UEC Lienz.
Im Laufe seiner Karriere absolvierte Thomas Pfeffer 501 Bundesligaspiele und konnte mit 3 verschiedenen Vereinen den österreichischen Meistertitel gewinnen. Viermal trat er zudem mit dem österreichischen Nationalteam bei einer Weltmeisterschaft an, Höhepunkt dabei war die A-Weltmeisterschaft 2007 in Russland.

## Erfolge und Auszeichnungen
- 2003 Österreichischer Meister mit dem EHC Black Wings Linz
- 2005 Österreichischer Meister mit den Vienna Capitals
- 2006 Österreichischer Meister mit dem EC VSV